# Carea fakfakensis
Carea fakfakensis är en fjärilsart som beskrevs av Embrik Strand 1917. Carea fakfakensis ingår i släktet Carea och familjen trågspinnare. Inga underarter finns listade i Catalogue of Life.